# Kloster Wistytschy
Das Kloster Wistytschy (Вістычы, Vistic, polnisch Wistycze, lateinisch Visticensis abbatia) war eine im Jahr 1675 (oder 1678) von Kloster Wąchock in Kleinpolen aus gegründete Zisterzienserabtei in Wistytschy, rund 9 km nördlich von Brest in Belarus.

## Geschichte
Zisterzienser, die vom Fürsten Massalski im Jahr 1665 in Buczeml (Gouvernement Grodno)  eingeführt worden waren, ließen sich um 1670 auf einer Gründung des Erbherren von Vistychy, Eustachius Tyskiewicz, bei der Holzkirche aus dem 15. Jahrhundert in Vistychy nieder. Das Kloster, das über sein Gründerkloster der Filiation der Primarabtei Morimond zugerechnet wird, bestand bis zum Jahr 1832, als es mit den meisten katholischen Klöstern in Russland aufgehoben wurde. Die Kirche wurde im Jahr 1866 der orthodoxen Staatskirche übergeben und von dieser genutzt. Der letzte bewohnbare Rest der Gebäude diente als Wohnung für den Küster.
Von Wistytschy ging die Tochtergründung Kloster Kimbarowka (bei Masyr in Belarus) aus. Auf Ländereien des Klosters wurde auch das Kloster Olizarowystaw in Belarus errichtet.

## Bauten und Anlage
Die einzig erhaltene turmlose, dreischiffige, gewölbte Kirche wurde im Jahr 1748 in Stein neu errichtet. 